# Тампа (индейская резервация)
Тампа (англ. Tampa Reservation) — индейская резервация племени семинолов во Флориде, расположена в северо-восточном районе города Тампа. 

## История
В 1980 году во время раскопок для строительства гаража в центре Тампы были обнаружены останки индейцев. Они были эксгумированы и перенесены на земли к востоку от Тампы, где в том же году была основана индейская резервация. Тампа является одно из шести резерваций флоридских семинолов, части племени, которая так и не сдалась американским властям и сумела избежать депортации на Индейскую территорию.
Воспользовавшись статусом резервации, племя открыло музей, табачную лавку и зал для игры в бинго к 1982 году. Позже были добавлены игровые автоматы и разрешена игра в покер. В 2003 году в резервации открылись отель Seminole Hard Rock и 
казино Tampa. В 2021 году казино вошло в десятку крупнейших в мире. 

## География
Резервация расположена в округе Хилсборо, на северо-востоке города Тампа, к востоку от озера Ист-Лейк. Первоначальная площадь резервации составляла всего 9 акров, ныне общая площадь составляет 0,182 км², из них 0,18 км² приходится на сушу и 0,002 км² — на воду.

## Демография
В 1980 году в резервации проживало 17 человек. В 2020 году, согласно Бюро переписи населения США, на территории резервации население отсутствовало.